# Eurhynchium anomalum
Eurhynchium anomalum là một loài Rêu trong họ Brachytheciaceae. Loài này được (Hampe) Paris mô tả khoa học đầu tiên năm 1896.